# Fusel
Fusel ist eine gebräuchliche umgangssprachliche Bezeichnung für nicht fachgerecht destillierte und, davon abgeleitet, billige Branntweine oder generell Spirituosen von verminderter Güte. In der Boulevardpresse wird der Begriff auch für minderwertige Weine  verwendet.
Illegal hergestellter Branntwein wird ebenfalls häufig Fusel genannt. Die verwendeten Rohstoffe können minderwertig und die Brennanlagen primitiv sein. Entsprechend fällt die Qualität des Endproduktes aus. Wurde während der Destillation der Vorlauf nicht abgetrennt oder dem Produkt gezielt Methanol beigemischt, kann ein zu hoher Gehalt davon zur Erblindung oder sogar zu tödlichen Vergiftungen führen.
Das Wort ist zuerst im frühen 18. Jahrhundert im Rotwelschen nachweisbar. Eine Herleitung von lateinisch fusilis „geschmolzen, fließend, flüssig“ ist möglich, aber nicht nachzuweisen.
Von dem Begriff leiten auch die Fuselöle ihren Namen ab, die in unterschiedlicher Konzentration in allen alkoholischen Getränken vorkommen.